# Dem beat
是一項發源自香港中文大學的香港校園文化，意思是，即拍手腳踏地並叫口號的行爲：「大群學生在搞活動的時候，穿着代表自己屬會或學院T-shirt，然後一字排開，一邊用腳大力踩地，用手配合打拍子，另一邊大聲叫喊口號，一大班人玩得好過癮」，通常在莊活動宣傳和迎新營時學生會進行Dem beat來吸引人注意，同時據稱也有建立隊員認同感和團結精神的用途。
香港大學亦有與Dem Beat相似的校園文化 - Dem Cheer 。「Dem Cheer」和「Dem Beat」常常被混淆。從歷史上看，「Dem Cheer」比「Dem Beat」發展得更早，來自於香港大學1912年創立首間宿堂 - 聖約翰學院後發展到不同舍堂，只會於聯合舍堂文化、運動比賽、迎新活動或迎新營進行。除了聯合舍堂喝彩比賽（Inter-hall Cheer Competition）外，很少會於校園內進行。而「Dem Beat」則主要起源於香港中文大學的書院學生會幹事宣傳，後來逐漸發展到其宿舍中，常見於不同學生會宣傳高峰期於校園內進行。
除了發展時間的差異外，「Dem Cheer」和「Dem Beat」在本質上有許多不同之處。「Dem Beat」主要使用廣東話，強調押韻和有趣的短句，通常伴隨著重複的拍手和單腳擊地的動作，以強調節奏感，因此得名「Dem Beat」。這種表演通常由一位高年級學生（俗稱大組長）在高處帶領，例如站在餐廳的圓桌上。參與者不必像軍隊那樣整齊排列，而是圍繞著帶領者進行活動。
這些差異使得「Dem Cheer」和「Dem Beat」在形式和氛圍上各具特色，分別展現了各自宿舍文化的獨特性。

## 爭議
在中大，通常開學後一兩個月的上莊高峰期，中大大學站廣場、康本國際學術園及范克廉樓文化廣場每逢早上、中午和傍晚人流故多的時間都成為中大Dem beat的熱門地點，更有幾個不同團體排隊輪流Dem beat的情況出現。然而Dem beat對部分人士而言十分滋擾，在2009年則發生過「SCBA Dem beat事件」：當時正舉行中大日本文化祭，但逸夫書院（SC）的工商管理學院學生突然開始dem beat宣傳，期間一名外國女士認為Dem beat對她構成滋擾，上前阻止，但同學沒有理會，引起廣泛討論。此外，亦有人對這種校園文化感到不解，認為行為荒誕、反智，質疑其所謂團結的意義。2009年，中大學生報一篇名為《校園文化：被逼大雜燴》的文章也批評Dem beat這類行為是透過群體壓力對人壓迫，使大部分人無法抗拒要參與其中。